# Cúp quốc gia Andorra 2001
Cúp quốc gia Andorra 2001 là mùa giải thứ 10 của giải đấu bóng đá loại trực tiếp của Andorra.

## Kết quả

### Vòng Một
Có 15 đội tham gia vòng này, 8 đội từ Primera Divisió 2000–01 và 7 đội từ Segona Divisió 2000–01.
| Đội 1                    | Tỉ số | Đội 2                      |
| ------------------------ | ----- | -------------------------- |
| Sporting Club d'Escaldes | 2–3   | CE Principat               |
| FC Santa Coloma B        | 1–2   | FC Encamp                  |
| Casa Do Benfica          | 5–0   | FC Encamp B                |
| FC Lusitanos             | 1–2   | Deportiu La Massana        |
| Inter d'Ecaldes          | 0–1   | FC Santa Coloma            |
| FC Lusitanos B           | 2–1   | Sporting Club d'Escaldes B |
| Francfurt Cerni          | 0–7   | FC Rànger's                |

### Tứ kết
| Đội 1               | Tỉ số  | Đội 2           |
| ------------------- | ------ | --------------- |
| Casa Do Benfica     | 0–8    | UE Sant Julià   |
| Deportiu La Massana | 0–1    | FC Santa Coloma |
| FC Lusitanos B      | 0–1    | FC Rànger's     |
| CE Principat        | (p)1–1 | FC Encamp       |

### Bán kết
Các trận đấu diễn ra vào ngày 31 tháng 5 năm 2001.
| Đội 1         | Tỉ số | Đội 2           |
| ------------- | ----- | --------------- |
| CE Principat  | 1–5   | FC Santa Coloma |
| UE Sant Julià | 6–0   | FC Rànger's     |

### Chung kết
Trận đấu diễn ra ngày 3 Tháng Sáu 2001.
| FC Santa Coloma | 2–0 | UE Sant Julià |
| --------------- | --- | ------------- |
|                 |     |               |